# Fondo cotizado
Un fondo cotizado en bolsa (abreviado como FCB) (del inglés: exchange-traded fund, ETF por sus siglas en inglés),  o Fondo de inversión cotizado, es un fondo de inversión cuya principal característica es que se negocia en mercados de valores secundarios.
La mayoría de los fondos cotizados en bolsa (FCB) combinan las características de las sociedades de inversión abiertas –open-end mutual funds- y de las acciones.
Los FCB representan la propiedad proporcional sobre una cartera de inversiones subyacente de valores que replican un índice de un mercado específico. A diferencia de las sociedades de inversión, los inversionistas individuales no compran o redimen las acciones del fondo, en su lugar, compran y venden acciones del ETF como acciones en un mercado o bolsa determinada.  
El principio es que no se compran acciones individuales, sino el valor de los índices. Por ejemplo, si se adquiere un ETF que replica el índice bursátil DAX alemán, en realidad se está invirtiendo en las 30 empresas que lo componen. A partir de ese momento, el valor del ETF está vinculado al del índice: si el DAX sube, el ETF gana valor; si el DAX cae, el ETF pierde valor. El ETF sigue automáticamente la evolución del índice, es decir, refleja el comportamiento de todas las acciones que lo integran.
La dinámica de comercialización es una mezcla de dos factores: los precios de los ETF fluctúan de acuerdo a los cambios en sus carteras subyacentes y también de acuerdo al cambio en la oferta y la demanda de las acciones de los ETF. 

## Características
- Forma de negociación: se negocia en bolsa de valores como un valor de renta variable, por lo que en cada momento se puede conocer la composición y valor (precio de mercado y NAV, Net Asset Value) de la cartera, permitiendo al inversor comprar y vender en cualquier momento de la sesión bursátil.
- Diversificación de la cartera a través de una única transacción: un inversor puede tomar posiciones en los mercados que desee con una cartera muy diversificada (por área geográfica, por sector económico o por clases de activos). De igual modo, mediante estrategias a mediano o largo plazo puede tomar posiciones sobre cualquier subyacente.
- Transparencia y Flexibilidad: durante el horario de negociación, la Bolsa donde cotiza el ETF pone en conocimiento el valor estimado de liquidación, lo que permite un seguimiento constante de la inversión, reduciendo al mínimo los tiempos muertos entre la decisión de inversión y la realización efectiva de la misma.
- Posibilidad de venta en descubierto. Un ETF puede ser vendido por un inversor al descubierto (Short Selling), en operativa intradiaria o a plazo.
- Menores costes. Un ETF no aplica gastos o comisiones de suscripción o venta y sus comisiones de gestión son muy reducidas (entre un 0,15% y un 0,30% anual). Hay comisiones de intermediación, como en los valores de renta variable, y un diferencial diario (spread) entre el precio de compra y el precio de venta (Bid price/Ask price).[cita requerida]
- La inversión mínima es una cuota igual a 1 (que en muchos casos es menos de 10€).
- Los ETFs también permiten cobrar dividendos, estos son acumulados o distribuidos según el tipo de réplica (forma de copia).

## El precedente de Estados Unidos
La gestión indiciada se desarrolló en los años 1970 con las aportaciones de Harry Markowitz y Fama. En 1976, The Vanguard Group, la segunda mayor gestora del mundo, introdujo el primer fondo índice para inversores no institucionales, correlacionado con el S&P 500.
En 1993 nació en EE. UU. el “Spider”, primer ETF sobre S&P 500. Hoy es el mayor del mundo con 43.300 Mn dólares bajo gestión.
En la actualidad en EE. UU. hay más de 170 ETF, con un patrimonio superior a los $340.000 Mn dólares. Los ETF representan más del 50% del volumen negociado en AMEX.

## Mercado primario
En el mercado primario se lleva a cabo la emisión y reembolso de las participaciones del fondo cotizado. Este mecanismo de emisión y reembolso es fundamental para el buen funcionamiento del fondo cotizado dado que permite que las diferencias entre el precio del fondo cotizado y su valor patrimonial sean temporales y de escasa cuantía. De esta forma, el objetivo del producto, consistente en la réplica de la composición y evolución de un índice subyacente, puede cumplirse. La creación y el reembolso de participaciones puede llevarse a cabo mediante la aportación de los valores que componen el subyacente contra participaciones del fondo cotizado (emisión de participaciones) o mediante aportación de participaciones del fondo cotizado contra valores del subyacente (reembolso de participaciones) a partir de una cesta de valores mínima o de un número mínimo de participaciones, denominado "unidad de suscripción o reembolso".

## Mercado secundario
Si bien el mercado primario es imprescindible para el correcto funcionamiento de este producto, su principal atractivo reside en su mercado secundario, al ser este el elemento diferenciador de los fondos de inversión cotizados. 
Al estar las participaciones de los fondos cotizados admitidas a negociación en bolsa de valores (mercado secundario), las operaciones de compra y venta de estas participaciones se hacen al precio de mercado, que vendrá determinado por la oferta y la demanda en cada momento a lo largo de la sesión. 
El precio del fondo cotizado en el mercado secundario estará en el entorno de una fracción del valor del índice subyacente expresado en euros. 
Con el fin de poder comparar la evolución del precio del fondo cotizado con la evolución del índice subyacente, se publicará y difundirá a lo largo de la sesión, un valor liquidativo indicativo del fondo, utilizando para su cálculo el valor liquidativo diario del fondo publicado por la gestora y la evolución del índice subyacente a lo largo de la sesión. De esta forma el inversor dispondrá de la información necesaria para la correcta valoración del fondo cotizado en todo momento.

## Un detalle a considerar
Los ETF, al igual que las acciones, pueden repartir dividendos. Esto implica que al igual que las acciones, el día de reparto experimentarán un "salto" en la cotización equivalente a la proporción que este suponga sobre el valor de cada título.
En la siguiente imagen se muestra un ejemplo de como, en la apertura de Nueva York del 24 de septiembre de 2008, el Dow Jones arrancó plano, mientras que el DXD (Un ETF inverso y apalancado x2 sobre Dow Jones) bajó más de un 5%. (lo que corresponde con su pago anual de dividendos). 

## Categorías de ETFs

### ETFs temáticos
La investigación demuestra la naturaleza subjetiva de la definición de inversiones temáticas, como los ETFs temáticos de IA, a menudo causada por criterios de selección opacos, y propone una metodología basada en datos que utiliza las divulgaciones corporativas para mejorar la transparencia. La SEC acusó recientemente a dos asesores de inversión de "lavado de IA" por exagerar su participación en IA para aprovechar el entusiasmo del mercado.

## España
En España se aprobó el reglamento sobre IIC el 4 de noviembre de 2005 que contempla la negociación de ETF como inversión.
Los brókers españoles no pueden ofrecer ETFs americanos debido a la legislación MIFID II exigida por la Unión Europea. Los que pueden ser contratados son los denominados UCITS, que cumplen todas las normativas.

## Colombia
Actualmente (2020) se puede invertir en ETFs a través de brókers y de robo-advisors, dependiendo de si se prefiere gestionar uno mismo su cartera o tener un gestor que tome las decisiones.

## México
En México, los ETF tuvieron mayor éxito que los de renta fija en 2023, y la demanda de ETFs de enfoque ASG (ambiental, social y de gobernanza) tuvieron una mayor demanda, por lo que los ETFs han ganado popularidad en los últimos años, especialmente debido al aumento de la tasa de ahorro de los trabajadores de Afores.
En México es posible invertir en ETFs a través de corredores como GBM+, Kuspit y Accitrade, entre otros, y existen diferentes EFTs de origen mexicano como iShares MSCI Mexico ETF (EWW), BBVA Mexico S&P/BMV IPC ETF (BMV: BBVAIPC), GBM Infraestructura ETF (BMV: GBMFINFRA) o GBM ESG ETF (BMV: GBMESG).

## Cronología del mercado de ETF
- 1971 Wells Fargo emite el primer fondo índice para inversores institucionales.
- 1990 Vanguard introduce el primer fondo índice para inversores retail.
- 1993 Nace el SPDRs, el primer ETF sobre el S&P 500.
- 1998 Se introducen los Diamonds, los Holders y los Select Sector SPDR.
- 1999 Nace el QQQ sobre el Nasdaq 100.
- 2000 (abril) Los primeros ETF europeos se cotizan en Londres y en Fráncfort del Meno.
- 2002 (abril) surge el NAFTRAC que cotiza el IPC de la BMV. Primer ETF de México y Latinoamérica.
- 2002 (septiembre) Cotización del ETF sobre el EuroStoxx 50.
- 2004 Bovespa lanzó el PIBB (Papeles de Índice Brasil BOVESPA), el primer ETF del mercado brasileño que consiste en acciones de las más grandes sociedades anónimas brasileñas, que componen el IBrX-50 (Índice Brasil-50).
- 2005 Se inicia en Europa la negociación de los ETF sobre China y Japón.

Además de las bolsas de USA y Europa, ya disponen de mercados ETF Japón, Canadá, Corea del Sur, Australia, Sudáfrica, Hong Kong, India, Israel, Singapur, Taiwán, Nueva Zelanda y China.

## Asesoría en inversión y usos institucionales
Hay muchas aplicaciones para el área de asesoría de inversión y usos institucionales para los ETF. Con una amplia variedad de benchmarks disponibles como los ETF (sea por capitalización, estilo, país o sector), los asesores y administradores de cartera pueden construir fácilmente carteras ampliamente diversificados.
Durante años las empresas financieras, han implementado estrategias que combinan inversiones directas o por medio de índices. La evolución del mercado de los ETF ha permitido a los inversionistas individuales la misma sofisticada flexibilidad, combinando activamente sociedades de inversión con inversiones separadas con ETF para afinar el riesgo total de la cartera. Esta mezcla en la estrategia provee una manera de implementar tácticas de asignación de activos –asset allocation- con una mejor réplica del benchmark establecido, mientras se permite una administración activa para agregar un mayor factor alpha a la cartera. La mezcla de una inversión activa con una inversión en índices es conocida como: Core/Satellite investing.
Como se puede imaginar, adicionalmente al Core/Satellite investing existen una gran variedad de aplicaciones potenciales y estrategias de implementación, entre las que se encuentran:
- Herramienta para asignación de activos para incrementar o disminuir la exposición a un específico estilo, sector o capitalización.
- Estrategia de rotación de sectores.
- Estrategias de arbitraje.
- Estrategias defensivas.
- Ejecución de carteras.
- Ajustar la duración y/o la exposición a cierto sector en carteras de deuda.
- Beneficios fiscales.